# 严慧英
严慧英（1964年—），浙江东阳人，汉族，中华人民共和国政治人物、第十一届、十二届、十三届全国政协委员。毕业于北京科技大学，现任奥斯卡利亚集团董事长。是物理学家、教育家严济慈的孙女。
加入九三学社，担任九三学社中央委员、中华文化教育发展基金会会长。2008年，当选第十一届全国政协委员，代表中华全国妇女联合会，分入第十九组。并担任人口资源环境委员会专委。2018年1月，当选第十三届全国政协委员。